# Megasztár (második évad)
A Megasztár című zenés tehetségkutató műsor második évada 2004. október 20-án vette kezdetét a TV2-n.
Az első évad döntője előtt derült ki, hogy 2004-ben visszatér a műsor.
A zsűri nem változott, maradt Presser Gábor, Bakács Tibor, Pély Barna, Soma Mamagésa és Pierrot. A műsorvezetői ismét Görög Zita és Till Attila voltak.
A döntőre 2005. április 30-án került sor, ahol a második széria győztese Molnár Ferenc Caramel lett. A nyertes nem kívánt élni a felkínált lehetőséggel, hogy a Universal adja ki az albumát, és egy kisebb méretű, ám nagyobb művészi szabadságot kínáló lemezkiadóhoz, a Tom-Tom Recordshoz szerződött. A Universal pillanatokon belül piacra dobta a nyertesnek a műsorban elhangzott dalait tartalmazó CD válogatását.

## Összesített eredmények
| #   | Döntősök                | 1. döntő     | 2. döntő                 | 3. döntő                   | 4. döntő                    | 5. döntő                    | 6. döntő                    | 7. döntő                    | 8. döntő                    | 9. döntő                     | 10. döntő                     | Finálé                        |
| --- | ----------------------- | ------------ | ------------------------ | -------------------------- | --------------------------- | --------------------------- | --------------------------- | --------------------------- | --------------------------- | ---------------------------- | ----------------------------- | ----------------------------- |
| 1   | Molnár Ferenc "Caramel" | Továbbjutott | Továbbjutott             | Továbbjutott               | Továbbjutott                | Továbbjutott                | Továbbjutott                | Továbbjutott                | Továbbjutott                | Utolsó kettő                 | Továbbjutott                  | Győztes                       |
| 2   | Palcsó Tamás            | Továbbjutott | Továbbjutott             | Továbbjutott               | Továbbjutott                | Továbbjutott                | Továbbjutott                | Továbbjutott                | Továbbjutott                | Továbbjutott                 | Továbbjutott                  | Második helyezett             |
| 3   | Tóth Gabi               | Továbbjutott | Továbbjutott             | Továbbjutott               | Továbbjutott                | Utolsó kettő                | Továbbjutott                | Továbbjutott                | Utolsó kettő                | Továbbjutott                 | Kiesett                       | Harmadik helyezett            |
| 4.  | Torres Dániel           | Továbbjutott | Továbbjutott             | Továbbjutott               | Továbbjutott                | Továbbjutott                | Továbbjutott                | Továbbjutott                | Továbbjutott                | Kiesett                      | Kiesett a kilencedik döntőben | Kiesett a kilencedik döntőben |
| 5.  | Gál Csaba "Boogie"      | Továbbjutott | Továbbjutott             | Utolsó kettő               | Továbbjutott                | Továbbjutott                | Továbbjutott                | Utolsó kettő                | Kiesett                     | Kiesett a nyolcadik döntőben | Kiesett a nyolcadik döntőben  | Kiesett a nyolcadik döntőben  |
| 6.  | Bartók Eszter           | Továbbjutott | Továbbjutott             | Továbbjutott               | Utolsó kettő                | Továbbjutott                | Utolsó kettő                | Kiesett                     | Kiesett a hetedik döntőben  | Kiesett a hetedik döntőben   | Kiesett a hetedik döntőben    | Kiesett a hetedik döntőben    |
| 7.  | Bálint Ádám             | Továbbjutott | Továbbjutott             | Továbbjutott               | Továbbjutott                | Továbbjutott                | Kiesett                     | Kiesett a hatodik döntőben  | Kiesett a hatodik döntőben  | Kiesett a hatodik döntőben   | Kiesett a hatodik döntőben    | Kiesett a hatodik döntőben    |
| 8.  | Pál Tamás               | Továbbjutott | Továbbjutott             | Továbbjutott               | Továbbjutott                | Kiesett                     | Kiesett az ötödik döntőben  | Kiesett az ötödik döntőben  | Kiesett az ötödik döntőben  | Kiesett az ötödik döntőben   | Kiesett az ötödik döntőben    | Kiesett az ötödik döntőben    |
| 9.  | Bella Levente           | Továbbjutott | Utolsó kettő             | Továbbjutott               | Kiesett                     | Kiesett a negyedik döntőben | Kiesett a negyedik döntőben | Kiesett a negyedik döntőben | Kiesett a negyedik döntőben | Kiesett a negyedik döntőben  | Kiesett a negyedik döntőben   | Kiesett a negyedik döntőben   |
| 10. | Kovács Tímea            | Továbbjutott | Továbbjutott             | Kiesett                    | Kiesett a harmadik döntőben | Kiesett a harmadik döntőben | Kiesett a harmadik döntőben | Kiesett a harmadik döntőben | Kiesett a harmadik döntőben | Kiesett a harmadik döntőben  | Kiesett a harmadik döntőben   | Kiesett a harmadik döntőben   |
| 11. | Pflum Orsi              | Utolsó kettő | Kiesett                  | Kiesett a második döntőben | Kiesett a második döntőben  | Kiesett a második döntőben  | Kiesett a második döntőben  | Kiesett a második döntőben  | Kiesett a második döntőben  | Kiesett a második döntőben   | Kiesett a második döntőben    | Kiesett a második döntőben    |
| 12. | Kósa Ivett              | Kiesett      | Kiesett az első döntőben | Kiesett az első döntőben   | Kiesett az első döntőben    | Kiesett az első döntőben    | Kiesett az első döntőben    | Kiesett az első döntőben    | Kiesett az első döntőben    | Kiesett az első döntőben     | Kiesett az első döntőben      | Kiesett az első döntőben      |

### A második széria vigaszágasai
- Borbély Brigitta
- Pápai József (a Blikk olvasóinak szavazatai alapján)
- Studencz Katalin
- Varga Szilvia „Szirom”

## Döntők

### 1. hét (február 12.)
| Sorrend | Versenyző               | Dal (eredeti előadó)                        | Eredmény     |
| ------- | ----------------------- | ------------------------------------------- | ------------ |
| 1       | Bartók Eszter           | Can I Walk With You (India Arie)            | Továbbjutott |
| 2       | Bálint Ádám             | Şıkıdım (Tarkan)                            | Továbbjutott |
| 3       | Bella Levente           | The Power of Love (Huey Lewis and the News) | Továbbjutott |
| 4       | Gál Csaba "Boogie"      | Hard to Handle (Otis Redding)               | Továbbjutott |
| 5       | Kovács Tímea            | My Immortal (Evanescence)                   | Továbbjutott |
| 6       | Molnár Ferenc "Caramel" | Leave Me Alone (Michael Jackson)            | Továbbjutott |
| 7       | Palcsó Tamás            | Mandy (Barry Manilow)                       | Továbbjutott |
| 8       | Pál Tamás               | Big Yellow Taxi (Counting Crows)            | Továbbjutott |
| 9       | Torres Dániel           | Basket Case (Green Day)                     | Továbbjutott |
| 10      | Tóth Gabi               | Knockin’ on Heaven’s Door (Guns N’ Roses)   | Továbbjutott |
| 11      | Pflum Orsi              | I’m Outta Love (Anastacia)                  | Utolsó kettő |
| 12      | Kósa Ivett              | I Say a Little Prayer (Diana King)          | Kiesett      |

### 2. hét (február 19.)
- Téma: „Madonna / George Michael”

| Sorrend | Versenyző               | Dal (eredeti előadó)                   | Eredmény     |
| ------- | ----------------------- | -------------------------------------- | ------------ |
| 1       | Bartók Eszter           | What It Feel Like For A Girl (Madonna) | Továbbjutott |
| 2       | Bálint Ádám             | Father Figure (George Michael)         | Továbbjutott |
| 3       | Gál Csaba "Boogie"      | Something To Save (George Michael)     | Továbbjutott |
| 4       | Kovács Tímea            | Secret (Madonna)                       | Továbbjutott |
| 5       | Molnár Ferenc "Caramel" | As (George Michael és Mary J. Blige)   | Továbbjutott |
| 6       | Palcsó Tamás            | Freedom (George Michael)               | Továbbjutott |
| 7       | Pál Tamás               | Outside (George Michael)               | Továbbjutott |
| 8       | Torres Dániel           | Killer (George Michael)                | Továbbjutott |
| 9       | Tóth Gabriella          | Like A Prayer (Madonna)                | Továbbjutott |
| 10      | Bella Levente           | Faith (George Michael)                 | Utolsó kettő |
| 11      | Pflum Orsolya           | Express Yourself (Madonna)             | Kiesett      |

### 3. hét (február 26.)
| Sorrend | Versenyző               | Dal (eredeti előadó)                   | Eredmény     |
| ------- | ----------------------- | -------------------------------------- | ------------ |
| 1       | Bartók Eszter           | Stuck (Stacie Orrico)                  | Továbbjutott |
| 2       | Bálint Ádám             | Not in Love (Enrique Iglesias)         | Továbbjutott |
| 3       | Bella Levente           | Eternity (Robbie Williams)             | Továbbjutott |
| 4       | Molnár Ferenc "Caramel" | U Remind Me (Usher)                    | Továbbjutott |
| 5       | Palcsó Tamás            | Everybody's Changing (Keane)           | Továbbjutott |
| 6       | Pál Tamás               | Boulevard of Broken Dreams (Green Day) | Továbbjutott |
| 7       | Torres Dániel           | Behind Blue Eyes (Limp Bizkit)         | Továbbjutott |
| 8       | Tóth Gabriella          | Beautiful (Christina Aguilera)         | Továbbjutott |
| 9       | Gál Csaba "Boogie"      | This Love (Maroon 5)                   | Utolsó kettő |
| 10      | Kovács Tímea            | Summer Sunshine (The Corrs)            | Kiesett      |

### 4. hét (március 5.)
| Sorrend | Versenyző             | Dal (eredeti előadó)                                                                    | Eredmény     |
| ------- | --------------------- | --------------------------------------------------------------------------------------- | ------------ |
| 1       | Gál Csaba Boogie      | Deeper Underground (Jamiroquai)                                                         | Továbbjutott |
| 2       | Bálint Ádám           | Lehetsz király (Bereczki Zoltán, Dolhai Attila, Mészáros Árpád Zsolt)                   | Továbbjutott |
| 3       | Bella Levente         | I Don’t Want to Miss a Thing (Aerosmith)                                                | Kiesett      |
| 4       | Tóth Gabriella        | Egy csillag gyúl (Tunyogi Bernadett, Janza Kata, Náray Erika, Fehér Adrienn, Tisza Bea) | Továbbjutott |
| 5       | Molnár Ferenc Caramel | End Of The Road (Boyz II Men)                                                           | Továbbjutott |
| 6       | Bartók Eszter         | Against All Odds (Take a Look at Me Now) (Phil Collins)                                 | Utolsó kettő |
| 7       | Palcsó Tamás          | Never Ending Story (Limahl)                                                             | Továbbjutott |
| 8       | Torres Dániél         | After Dark (Tito & Tarantula)                                                           | Továbbjutott |
| 9       | Pál Tamás             | Sunset Boulevard Musical (John Barrowman)                                               | Továbbjutott |

### 5. hét (március 12.)
- Téma: „LGT dalok”

| Sorrend | Versenyző             | Dal (eredeti előadó)                                   | Eredmény     |
| ------- | --------------------- | ------------------------------------------------------ | ------------ |
| 1       | Pál Tamás             | Fiú (Locomotiv GT)                                     | Kiesett      |
| 2       | Tóth Gabriella        | Nem adom fel (Locomotiv GT)                            | Utolsó kettő |
| 3       | Palcsó Tamás          | Álomarcú lány (Locomotiv GT)                           | Továbbjutott |
| 4       | Torres Dániel         | Mindenki másképp csinálja (Locomotiv GT)               | Továbbjutott |
| 5       | Bálint Ádám           | Ő még csak 14 (Locomotiv GT)                           | Továbbjutott |
| 6       | Molnár Ferenc Caramel | Egy elfelejtett szó (Locomotiv GT)                     | Továbbjutott |
| 7       | Bartók Eszter         | A Kicsi, a Nagy, az Arthur és az Indián (Locomotiv GT) | Továbbjutott |
| 8       | Gál Csaba Boogie      | Az utolsó szerelmes dal (Locomotiv GT)                 | Továbbjutott |

### 6. hét (március 19.)
| Sorrend | Versenyző             | Dal (eredeti előadó)                                 | Eredmény     |
| ------- | --------------------- | ---------------------------------------------------- | ------------ |
| 1       | Bálint Ádám           | All By Myself (Eric Carmen)                          | Kiesett      |
| 2       | Gál Csaba Boogie      | Papa Was a Rollin’ Stone (The Temptations)           | Továbbjutott |
| 3       | Palcsó Tamás          | Kissin' in the Back Row of the Movies (The Drifters) | Továbbjutott |
| 4       | Tóth Gabriella        | Respect (Aretha Franklin)                            | Továbbjutott |
| 5       | Torres Dániel         | The Joker (Steve Miller Band)                        | Továbbjutott |
| 6       | Bartók Eszter         | Blame It on the Boogie (The Jackson 5)               | Utolsó kettő |
| 7       | Molnár Ferenc Caramel | September (Earth, Wind & Fire)                       | Továbbjutott |

### 7. hét (március 26.)
- Téma: „Duettek”
- Sztárfellépő: Mujahid Zoltán és Schmidt Barbara (Whenever You Call)

| Sorrend     | Versenyző                              | Dal (eredeti előadó)                                                     | Eredmény     |
| ----------- | -------------------------------------- | ------------------------------------------------------------------------ | ------------ |
| 1           | Gál Csaba Boogie és Kandeh Evelyne     | 7 másodperc (Kovács Ákos és Tunyogi Orsi)                                | Utolsó Kettő |
| 2           | Palcsó Tamás és Oláh Ibolya            | Cose della vita (Eros Ramazzotti és Tina Turner)                         | Továbbjutott |
| 3           | Bartók Eszter és Nagy Edmond           | Burnin' Down the House (Tom Jones és The Cardigans)                      | Kiesett      |
| 4           | Torres Dániel és Galambos Dorina       | Where the Wild Roses Grow (Nick Cave and the Bad Seeds és Kylie Minogue) | Továbbjutott |
| 5           | Molnár Ferenc Caramel és Gáspár László | How Come, How Long (Babyface és Stevie Wonder)                           | Továbbjutott |
| 6           | Tóth Gabriella és Tóth Vera            | When You Believe (Mariah Carey és Whitney Houston)                       | Továbbjutott |
| Második kör |                                        |                                                                          |              |
| 7           | Gál Csaba Boogie és Tóth Gabriella     | I Knew You Were Waiting (For Me) (Aretha Franklin és George Michael)     |              |
| 8           | Torres Dániel és Palcsó Tamás          | Senza una donna (Zucchero és Paul Young)                                 |              |
| 9           | Bartók Eszter és Molnár Ferenc Caramel | Ugyanúgy soul (saját dal)                                                |              |

### 8. hét (április 2.)
| Sorrend | Versenyző             | Dal (eredeti előadó)                            | Eredmény     |
| ------- | --------------------- | ----------------------------------------------- | ------------ |
| 1       | Tóth Gabriella        | Puttin’ on the Ritz (Taco)                      | Utolsó Kettő |
| 8       | Tóth Gabriella        | Shy Guy (Diana King)                            | Utolsó Kettő |
| 2       | Torres Dániel         | I've Got You Under My Skin (Frank Sinatra)      | Továbbjutott |
| 9       | Torres Dániel         | Mighty Dread (Buju Banton)                      | Továbbjutott |
| 3       | Molnár Ferenc Caramel | It's All Right with Me (Frank Sinatra)          | Továbbjutott |
| 6       | Molnár Ferenc Caramel | Shine (Aswad)                                   | Továbbjutott |
| 4       | Palcsó Tamás          | Mack The Knife (Rudolf Forster)                 | Továbbjutott |
| 10      | Palcsó Tamás          | Could You Be Loved (Bob Marley and the Wailers) | Továbbjutott |
| 5       | Gál Csaba Boogie      | Every Time We Say Goodbye (Silje Nergaard)      | Kiesett      |
| 7       | Gál Csaba Boogie      | To Love Somebody (Jimmy Somerville)             | Kiesett      |

### 9. hét (április 9.)
| Sorrend | Versenyző             | Dal (eredeti előadó)                             | Eredmény     |
| ------- | --------------------- | ------------------------------------------------ | ------------ |
| 1       | Torres Dániel         | Sweet Dreams (Are Made of This) (Marilyn Manson) | Kiesett      |
| 7       | Torres Dániel         | Mennyország tourist (Tankcsapda)                 | Kiesett      |
| 2       | Tóth Gabriella        | Paradise City (Guns N’ Roses)                    | Továbbjutott |
| 8       | Tóth Gabriella        | Gép-induló (Pokolgép)                            | Továbbjutott |
| 3       | Molnár Ferenc Caramel | You Really Got Me (The Kinks)                    | Utolsó Kettő |
| 5       | Molnár Ferenc Caramel | A felszarvazottak balladája (Deák Bill Gyula)    | Utolsó Kettő |
| 4       | Palcsó Tamás          | Too Much Love Will Kill You (Queen)              | Továbbjutott |
| 6       | Palcsó Tamás          | Zöld csillag (Taurus)                            | Továbbjutott |

### 10. hét (április 16.)
- Téma: „Whitney Houstson / Elvis Presley / Stevie Wonder”

| Sorrend | Versenyző             | Dal (eredeti előadó)                            | Eredmény     |
| ------- | --------------------- | ----------------------------------------------- | ------------ |
| 1       | Molnár Ferenc Caramel | My Love Is Your Love (Whitney Houston)          | Továbbjutott |
| 6       | Molnár Ferenc Caramel | Hound Dog (Elvis Presley)                       | Továbbjutott |
| 8       | Molnár Ferenc Caramel | Sir Duke (Stevie Wonder)                        | Továbbjutott |
| 2       | Palcsó Tamás          | Greatest Love of All (Whitney Houston)          | Utolsó kettő |
| 5       | Palcsó Tamás          | Return To Sender (Elvis Presley)                | Utolsó kettő |
| 9       | Palcsó Tamás          | You Are The Sunshine Of My Life (Stevie Wonder) | Utolsó kettő |
| 3       | Tóth Gabriella        | One Moment in Time (Whitney Houston)            | Kiesett      |
| 4       | Tóth Gabriella        | Jailhouse Rock (Elvis Presley)                  | Kiesett      |
| 7       | Tóth Gabriella        | Happy Birthday (Stevie Wonder)                  | Kiesett      |

### 11. hét – Finálé (április 30.)
| Sorrend         | Versenyző                             | Dal (eredeti előadó)                              | Eredmény     |
| --------------- | ------------------------------------- | ------------------------------------------------- | ------------ |
| 1.              | Molnár Ferenc Caramel                 | Sunrise (Simply Red)                              | 1. helyezett |
| 3               | Molnár Ferenc Caramel                 | Szállok dallal (saját dal)                        | 1. helyezett |
| 2               | Palcsó Tamás                          | You Dont Love Me (Willie Cobbs)                   | 2. helyezett |
| 4               | Palcsó Tamás                          | Jégszív (Demjén Ferenc)                           | 2. helyezett |
| Közös produkció |                                       |                                                   |              |
| 5               | Molnár Ferenc Caramel és Palcsó Tamás | Ebony and Ivory (Paul McCartney és Stevie Wonder) |              |

Extra produkciók
| Sorrend | Versenyző                         | Dal (eredeti előadó)                                            |
| ------- | --------------------------------- | --------------------------------------------------------------- |
| 1       | Bella levente                     | Embertelen dal (Locomotiv GT)                                   |
| 2       | Kóvács Timea                      | Colors Of The Wind (Vanessa L. Williams)                        |
| 3       | Pflum Orsolya                     | You Had Me (Joss Stone)                                         |
| 4       | Kósa Ivett                        | You Must Love Me (Madonna)                                      |
| 5       | Gál Csaba Boogie                  | Mysterious Ways (U2)                                            |
| 6       | Bartók Eszter                     | It's De-Lovely (Lady Gaga és Tony Bennett)                      |
| 7       | Pál Tamás                         | It’s Not Unusual (Tom Jones)                                    |
| 8       | Torres Dániel                     | Stir It Up (Bob Marley and the Wailers)                         |
| 9       | Tóth Gabriella                    | Kiss from a Rose (Seal)                                         |
| 10      | Pál Tamás és Bálint Ádám          | Don't Let the Sun Go Down on Me (Elton John és George Michael ) |
| 11      | Bella Levente és Gál Csaba Boogie | Dancing in the Street (Martha and the Vandellas)                |
| 12      | Tóth Gabriella és Tóth Veronika   | When You Believe (Mariah Carey és Whitney Houston)              |
| 13      | Galambos Dorina és Torres Dániel  | Wild Roses (Of Monsters and Men)                                |
| 14      | Oláh Ibolya és Palcsó Tamás       | Cose Della Vita (Eros Ramazzotti)                               |
| 15      | Pély Barna                        | Végső vallomás (United)                                         |
| 15      | Pál Tamás                         | Végső vallomás (United)                                         |
| 15      | Bella Levente                     | Végső vallomás (United)                                         |
| 15      | Bálint Ádám                       | Végső vallomás (United)                                         |
| 15      | Torres Daniel                     | Végső vallomás (United)                                         |
| 15      | Palcsó Tamás                      | Végső vallomás (United)                                         |
| 15      | Gál Csaba Boogie                  | Végső vallomás (United)                                         |
| 16      | Presser Gábor                     | Ringasd el magad (Locomotiv GT)                                 |
| 16      | Pál Tamás                         | Ringasd el magad (Locomotiv GT)                                 |
| 16      | Bella Levente                     | Ringasd el magad (Locomotiv GT)                                 |
| 16      | Bálint Ádám                       | Ringasd el magad (Locomotiv GT)                                 |
| 16      | Torres Daniel                     | Ringasd el magad (Locomotiv GT)                                 |
| 16      | Palcsó Tamás                      | Ringasd el magad (Locomotiv GT)                                 |
| 16      | Gál Csaba Boogie                  | Ringasd el magad (Locomotiv GT)                                 |
| 16      | Tóth Gabriella                    | Ringasd el magad (Locomotiv GT)                                 |
| 16      | Bartók Eszter                     | Ringasd el magad (Locomotiv GT)                                 |
| 16      | Kóvács Timea                      | Ringasd el magad (Locomotiv GT)                                 |
| 16      | Pflum Orsolya                     | Ringasd el magad (Locomotiv GT)                                 |
| 16      | Kósa Ivett                        | Ringasd el magad (Locomotiv GT)                                 |
| 17      | Soma                              | Venus (Nick Kroll és Reese Witherspoon)                         |
| 17      | Tóth Gabriella                    | Venus (Nick Kroll és Reese Witherspoon)                         |
| 17      | Pflum Orsolya                     | Venus (Nick Kroll és Reese Witherspoon)                         |
| 17      | Bartók Eszter                     | Venus (Nick Kroll és Reese Witherspoon)                         |
| 17      | Kóvács Timea                      | Venus (Nick Kroll és Reese Witherspoon)                         |
| 17      | Kósa Ivett                        | Venus (Nick Kroll és Reese Witherspoon)                         |

## Nézettség
| Epizód        | Vetítés            | Teljes Lakosság | Arány (%) | Heti heyezés | For. |
| ------------- | ------------------ | --------------- | --------- | ------------ | ---- |
| Casting I.    | 2004. október 20.  | 1,344 millió    | 35,5      | -            | (1)  |
| Casting II.   | 2004. október 27.  | 1,693 millió    | 39,4      | 2.           | (2)  |
| Casting III.  | 2004. november 3.  | 1,781 Millió    | 37,4      | -            | (3)  |
| Élődöntő I.   | 2004. november 10. | 1,475 Millió    | 38,1      | -            | (4)  |
| Élődöntő II.  | 2004. november 17. | 1,028 millió    | 22,3      | 15.          | (5)  |
| Élődöntő III. | 2004. november 24. | 1,085 millió    | 22,8      | -            | (6)  |
| Élődöntő IV.  | 2004. december 1.  | 1,812 millió    | 40,6      | 2.           | (7)  |
| Élődöntő V.   | 2004. december 8.  | 1,193 millió    | 24,1      | -            | (8)  |
| Élődöntő VI.  | 2004. december 15. | 1,271 Millió    | 26,3      | -            | (9)  |
| Élő műsorok   |                    |                 |           |              |      |
| Döntő I.      | 2005. február 12.  | 1,469 millió    | 30,7      | -            | (10) |
| Döntő II.     | 2005. február 19.  | 1,658 millió    | 33.7      | -            | (11) |
| Döntő III.    | 2005. február 26.  | 1,657 millió    | 34,2      | -            | (12) |
| Döntő IV.     | 2005. március 5.   | 1,881 millió    | 45        | -            | (13) |
| Döntő V.      | 2005. március 12.  | 2,191 millió    | 48,9      | 2.           | (14) |
| Döntő VI.     | 2005. március 19.  | 2,13 millió     | 48.2      | -            | (15) |
| Döntő VII.    | 2005. március 26.  | 2,019 millió    | 49        | -            | (16) |
| Döntő VIII.   | 2005. április 2.   | 1,96 millió     | 46,7      | -            | (17) |
| Döntő IX.     | 2005. április 9.   | 2,07 Millió     | 48,5      | -            | (18) |
| Döntő X.      | 2005. április 16.  | 1,971 millió    | 46,2      | -            | (19) |
| Finálé        | 2005. április 30.  | 1,950 millió    | 45.7      | -            | (20) |

## Album
| 1.  | Ne ébressz fel! (Új Csillagdal)                |                         |  |
| 2.  | Szerelem                                       | Pál Tamás               |  |
| 3.  | Engedj El!                                     | Kósa Ivett              |  |
| 4.  | Name & Number                                  | Gál Csaba „Boogie”      |  |
| 5.  | Elefántos dal                                  | Bartók Eszter           |  |
| 6.  | I Can See Clearly Now                          | Palcsó Tamás            |  |
| 7.  | Mozi                                           | Tóth Gabriella          |  |
| 8.  | Szállok a dallal                               | Molnár Ferenc „Caramel” |  |
| 9.  | Stay Mine                                      | Borbély Brigitta        |  |
| 10. | Nyár '69 Dal                                   | Bella Levente           |  |
| 11. | Adj erőt!                                      | Pápai József            |  |
| 12. | This House                                     | Varga Szilvia „Szirom”  |  |
| 13. | I Love It When We Do                           | Bálint Ádám             |  |
| 14. | Maradj velem!                                  | Studencz Katalin        |  |
| 15. | Black Velvet                                   | Kovács Tímea            |  |
| 16. | Cancion del mariachi                           | Torres Dániel           |  |
| 17. | föld forog tóvább                              | Pflum Orsolya           |  |
| 18. | (Téli dal)                                     |                         |  |
| 19. | Ne ébressz fel! (Új Csillagdal) (instrumental) |                         |  |